# 13994 Tuominen
13994 Tuominen (1993 FA15) là một tiểu hành tinh vành đai chính.